# We choose to go to the Moon
We choose to go to the Moon или Address at Rice University on the Nation's Space Effort (рус. Мы решили отправиться на луну) — речь, произнесённая Джоном Кеннеди 12 сентября 1962 года перед студентами университета Райса, в Хьюстоне о программе Аполлон и о предстоящем полете человека на Луну.

## Предыстория
Когда Джон Кеннеди стал президентом в январе 1961 года, многие американцы считали, что США проиграла космическую гонку СССР, который запустил первый искусственный спутник четырьмя годами ранее. Ситуация усугубилась 12 апреля 1961 года, когда Юрий Гагарин стал первым человеком в космосе, опередив американца Алана Шепарда, который спустя 23 дня совершил суборбитальный полёт. При этом полноценный космический (орбитальный) полёт всё ещё не был совершён — это произошло только в 1962 году, когда в космос отправился Джон Гленн. Кеннеди считал, что в этом случае США должны сделать шаг, который продемонстрирует их превосходство в космосе. После переговоров с НАСА, 25 мая 1961 года Кеннеди выступил перед Конгрессом, заявив что «Страна должна приложить все усилия, чтобы до конца десятилетия отправить человека на Луну и вернуть его живым на Землю». Этим решением Кеннеди положил начало программе Аполлон. Программа требовала расширения исследовательской группы НАСА и по этой причине в 1963 году был построен Космический центр в Хьюстоне. 

## Речь
12 сентября 1962 года Джон Кеннеди выступил с речью перед 35 тысячами человек на стадионе университета Райса. Ниже приведены самые яркие её отрывки.

Мы отправляемся в плавание по этому новому морю, поскольку мы можем получить новые знания и новые права, и их надо завоевать и использовать для прогресса всех людей. Космическая наука, также как ядерная наука и все технологии, не имеет своей совести. Станет ли она силой добра или зла, зависит от человека, и только если Соединенные Штаты занимают доминирующее положение, мы можем решать, будет ли этот новый океан морем мира или новым ужасающим театром войны. Я не говорю, что мы должны быть или будем незащищенными от враждебного использования космоса более, чем мы не защищены от враждебного использования земли или моря, но я утверждаю, что космос можно исследовать и осваивать без разжигания огней войны, без повторения ошибок, которые люди допустили при освоении нашего земного шара.
Пока в космосе еще нет противоборства, нет конфликта наций. Его опасности равны для всех нас. Его завоевание будет на благо всего человечества, и больше может не предоставиться возможности для мирного сотрудничества. Но некоторые говорят: «Почему Луна? Зачем выбирать ее своей целью?» Также они могли бы сказать: «Зачем надо забираться на самую высокую гору?» Зачем надо было 35 лет назад перелетать Атлантику? Зачем Университет Райса играет с университетом Техаса?
Мы решили отправиться на Луну. ... Мы решили отправиться на Луну в этом десятилетии и делать другие вещи не потому, что это легко, но потому, что это трудно; потому, что эта цель послужит наилучшей организации и проверке нашей энергии и наших способностей, потому, что этот вызов мы готовы принять, мы не готовы его откладывать, мы хотим победить...
...Много лет назад великого британского исследователя Джорджа Мэллори, который погиб на Эвересте, спросили, почему он хочет забраться на него. Он ответил: «Потому, что он есть». 
Да, космос есть, и мы хотим его покорить, и есть Луна и планеты, и есть новые надежды на знание и мир. И поэтому, отправляясь в плавание, мы просим у Бога благословения на самое опасное и великое приключение из тех, на которые решался человек. 
Оригинальный текст (англ.)We set sail on this new sea because there is new knowledge to be gained, and new rights to be won, and they must be won and used for the progress of all people. For space science, like nuclear science and all technology, has no conscience of its own. Whether it will become a force for good or ill depends on man, and only if the United States occupies a position of pre-eminence can we help decide whether this new ocean will be a sea of peace or a new terrifying theater of war. I do not say that we should or will go unprotected against the hostile misuse of space any more than we go unprotected against the hostile use of land or sea, but I do say that space can be explored and mastered without feeding the fires of war, without repeating the mistakes that man has made in extending his writ around this globe of ours.

There is no strife, no prejudice, no national conflict in outer space as yet. Its hazards are hostile to us all. Its conquest deserves the best of all mankind, and its opportunity for peaceful cooperation may never come again. But why, some say, the Moon? Why choose this as our goal? And they may well ask, why climb the highest mountain? Why, 35 years ago, fly the Atlantic? Why does Rice play Texas?
We choose to go to the Moon. ... We choose to go to the Moon in this decade and do the other things, not because they are easy, but because they are hard; because that goal will serve to organize and measure the best of our energies and skills, because that challenge is one that we are willing to accept, one we are unwilling to postpone, and one we intend to win ...
....Many years ago the great British explorer George Mallory, who was to die on Mount Everest, was asked why did he want to climb it. He said, "Because it is there."
Well, space is there, and we're going to climb it, and the moon and the planets are there, and new hopes for knowledge and peace are there. And, therefore, as we set sail we ask God's blessing on the most hazardous and dangerous and greatest adventure on which man has ever embarked. 